# Sutyna tenuilinea
Sutyna tenuilinea är en fjärilsart som beskrevs av Smith 1903. Sutyna tenuilinea ingår i släktet Sutyna och familjen nattflyn. Inga underarter finns listade i Catalogue of Life.